# Sophora macnabiana
Sophora macnabiana là một loài thực vật có hoa trong họ Đậu. Loài này được (Graham) Skottsb. miêu tả khoa học đầu tiên.